# How I Met Your Father
How I Met Your Father (Hoe ik je vader ontmoette) is een Amerikaanse komedieserie van Hulu, waarvan op 18 januari 2022 de eerste aflevering werd uitgezonden. De serie werd bedacht door Isaac Aptaker en Elizabeth Berger, en is een spin-off van How I Met Your Mother.

## Uitgangspunt
De serie draait om Sophie die in het jaar 2050 haar zoon vertelt over gebeurtenissen die uiteindelijk leidden tot haar ontmoeting met zijn vader. Haar zoektocht begint in het jaar 2022. Sophie (Hilary Duff) en haar hechte vriendengroep, bestaande uit Jesse (Chris Lowell), Valentina (Francia Raisa), Sid (Suraj Sharma), Charlie (Tom Ainsley) en Ellen (Tien Tran), zitten volop in een periode waarin ze uitzoeken wie ze zijn, wat ze willen en hoe ze de ware liefde kunnen vinden in tijden van onlinedating en eindeloze mogelijkheden. In de serie worden gedurende de afleveringen voor het vertellen van deze verhalen herhaaldelijk flashbacks gebruikt. De oudere Sophie in het jaar 2050 wordt gespeeld door Kim Cattrall.

## Seizoenen
| Seizoen | Aantal afleveringen | Originele uitzenddatum          |
| ------- | ------------------- | ------------------------------- |
| 1       | 10                  | 18 januari 2022 - 15 maart 2022 |
| 2       | 20                  | 24 januari 2023 - ...           |

## Rolverdeling

### Hoofdrollen
| Acteur        | Personage |
| ------------- | --------- |
| Hilary Duff   | Sophie    |
| Chris Lowell  | Jesse     |
| Francia Raisa | Valentina |
| Suraj Sharma  | Sid       |
| Tom Ainsley   | Charlie   |
| Tien Tran     | Ellen     |

### Bijrollen
| Acteur          | Personage   |
| --------------- | ----------- |
| Kim Cattrall    | oude Sophie |
| Stony Blyden    | Jasper      |
| Josh Peck       | Drew        |
| Ashley Reyes    | Hannah      |
| Daniel Augustin | Ian         |
| Michael Cimino  | Swish       |